# Síndrome de hiperêmese por canabinoide
A síndrome de hiperêmese por canabinoides (CHS, do inglês cannabinoid hyperemesis syndrome) é uma síndrome recorrente de náusea, vômito e dor abdominal em cólica que pode ocorrer devido ao uso prolongado e em altas doses de cannabis. As complicações estão relacionadas ao vômito persistente e à desidratação, que podem levar à insuficiência renal e a problemas eletrolíticos.
O uso semanal de maconha geralmente é necessário para que a síndrome ocorra; canabinoides sintéticos também podem causar a CHS. O mecanismo subjacente não é claro, com várias possibilidades propostas. O diagnóstico é baseado nos sintomas, bem como no histórico de uso de maconha (incluindo um teste de urina, se necessário). A condição geralmente está presente por algum tempo antes do diagnóstico ser feito.
O único tratamento curativo conhecido para a CHS é a interrupção do uso de cannabis. Os sintomas geralmente desaparecem após duas semanas de abstinência completa, embora alguns pacientes continuem a sentir náuseas, vômitos cíclicos ou dor abdominal por várias semanas. Os tratamentos durante um episódio de vômito são geralmente de apoio (por exemplo, hidratação). Há uma tentativa de evidência para o uso de creme de capsaicina no abdômen durante um episódio agudo.
É importante observar que duchas ou banhos quentes frequentes são um possível sinal (indicador de diagnóstico) de CHS e um tratamento paliativo de curto prazo (geralmente chamado de hidroterapia com água quente na literatura médica).
Outra condição que se apresenta de forma semelhante é a síndrome do vômito cíclico (CVS). A principal diferenciação entre a CHS e a CVS é que a interrupção do uso de cannabis só resolve a CHS. A CVS não desaparece com a interrupção do uso de maconha. Outra diferença importante é que os sintomas da CVS geralmente começam no início da manhã; os sintomas matinais predominantes não são característicos da CHS. Distinguir as duas pode ser difícil, pois muitas pessoas com CVS usam maconha, possivelmente para aliviar seus sintomas.
A síndrome foi descrita pela primeira vez em 2004, e os critérios diagnósticos simplificados foram publicados em 2009. No Brasil, o primeiro relato de caso da síndrome foi descrito em 2018.

## Sinais e sintomas
Os efeitos de longo e curto prazo do uso de cannabis estão associados a efeitos comportamentais que levam a uma ampla variedade de efeitos nos sistemas corporais e estados fisiológicos. A CHS é uma síndrome paradoxal caracterizada por hiperemese (vômito persistente), em oposição às propriedades antieméticas mais conhecidas dos canabinoides. Especificamente, a CHS assume o padrão de náusea cíclica, vômito e dor abdominal no contexto do uso crônico de canabinoides. A dor abdominal tende a ser leve e difusa. Há três fases da CHS: a fase prodrômica, a fase hiperemética e a fase de recuperação.

### Fase prodrômica
A fase prodrômica é caracterizada por sintomas leves da CHS, incluindo náusea, ansiedade e medo relacionados ao vômito, desconforto abdominal leve, sudorese e aumento da sede; os sintomas podem ser mais graves pela manhã, mas nem sempre é esse o caso. Durante essa fase, o tratamento com banhos compulsivos é raramente relatado e alguns indivíduos podem tentar tratar seus sintomas com o uso de cannabis. Essa fase pode durar de meses a anos.

### Fase hiperemética
A fase hiperemética é caracterizada por todos os sintomas sindrômicos da CHS, incluindo náusea persistente, vômito, dor abdominal e vômito. O vômito pode ocorrer até cinco vezes por hora. Os episódios agudos de hiperêmese canabinoide geralmente duram de 24 a 48 horas. Os sintomas experimentados nessa fase são cíclicos e podem se repetir de forma imprevisível em intervalos de semanas a meses. É muito difícil ingerir alimentos ou medicamentos por via oral durante esse estágio, e os pacientes podem desenvolver medo de comer. É possível haver perda de peso e desidratação devido à diminuição da ingestão oral e vômitos. É durante essa fase hiperemética que as pessoas com CHS provavelmente se apresentam ao departamento de emergência do hospital para tratamento.
Muitos pacientes aprendem por experiência própria que duchas ou banhos quentes prolongados aliviam os sintomas, o que pode levar a banhos compulsivos com água quente. Assim, duchas ou banhos quentes demorados são um indicador diagnóstico da CHS. As pessoas descreveram o alívio da água quente como “dependente da temperatura”, o que significa que temperaturas mais quentes proporcionam maior alívio.

### Fase de recuperação
A fase de recuperação começa depois que o paciente se abstém do consumo de cannabis, mas o tempo para a resolução dos sintomas não é claro: foi relatado que ocorre dentro de duas semanas, ou que leva de um a três meses. Os pacientes geralmente recuperam o peso perdido com hidratação e ingestão calórica adequadas. Chuveiros ou banhos quentes prolongados (hidroterapia com água quente) continuam a proporcionar alívio sintomático (como aconteceu durante a fase de hiperêmese), mas como a gravidade dos sintomas da CHS diminui com a abstinência sustentada, a necessidade de banhos com água quente diminui. As recaídas são comuns devido à retomada do consumo de maconha, ao desenvolvimento de tolerância, ao uso de maconha com mais frequência e à mudança para formulações de maior potência para obter o efeito desejado e, quando a náusea retorna, ao consumo de ainda mais maconha (já que inicialmente ela tem um efeito antiemético). A educação sobre esse círculo vicioso, juntamente com o tratamento baseado em evidências para o transtorno por uso de cannabis, por exemplo, entrevista motivacional e prevenção de recaídas, muitas vezes se mostra benéfica.

## Patogênese
A cannabis contém mais de 400 substâncias químicas diferentes, das quais cerca de 60 são canabinoides. A composição química da cannabis pode variar entre os produtos de cannabis, dificultando a identificação da(s) substância(s) química(s) específica(s) responsável(is) pela síndrome. A fisiopatologia da CHS é complicada pela ação complexa dessas substâncias químicas em todo o corpo, tanto no sistema nervoso central quanto no sistema gastrointestinal. Fatores relacionados à cannabis, como a quantidade de THC na cannabis, a quantidade de uso e a duração do uso, provavelmente desempenham um papel, mas ainda não são bem compreendidos. Outros fatores, como estresse crônico, genética e fatores emocionais, podem influenciar o risco de CHS.
Foram apresentadas várias teorias mecanicistas patogênicas que tentam explicar os sintomas:
- acúmulo de canabinoides dependente da dose e efeitos relacionados da toxicidade canabinoide
- a funcionalidade dos receptores de canabinoides no cérebro e particularmente no hipotálamo (que regula a temperatura corporal e o sistema digestivo)
- estimulação direta dos receptores de canabinoides no sistema digestivo.

Foi levantada a hipótese de que certas pessoas podem ser geneticamente predispostas a metabolizar os canabinoides de maneira atípica, o que as torna suscetíveis à CHS.
Outro canabinoide chamado canabigerol [en] atua como antagonista nos receptores canabinoides (CB1) e de serotonina (5HT1A), antagonizando os efeitos antieméticos do canabidiol que ocorrem por meio de seus efeitos sobre a serotonina.

### Teoria do acúmulo de canabinoides
O tetrahidrocanabinol (THC) é um canabinoide solúvel em gordura que pode ser depositado nos estoques de gordura de uma pessoa, o que explica a longa meia-vida de eliminação do THC. Durante períodos de estresse ou privação de alimentos, os estoques de gordura de uma pessoa podem ser mobilizados (lipólise) para o consumo de energia, liberando o THC armazenado anteriormente de volta ao sangue. O mecanismo pode ser caracterizado como um “efeito de reintoxicação”.

## Diagnóstico
Os critérios diagnósticos para a CHS eram mal definidos antes do estabelecimento dos critérios de Roma IV de 2016. De acordo com os critérios de Roma IV, todos os três itens a seguir devem ser atendidos para o diagnóstico de CHS. Eles devem estar presentes pelo menos nos últimos três meses e o início dos sintomas deve ter ocorrido pelo menos 6 meses antes do diagnóstico ser feito.
1. Vômitos episódicos que parecem semelhantes à síndrome do vômito cíclico
2. O início dos sintomas ocorre após o uso prolongado de cannabis
3. Resolução dos sintomas com abstinência sustentada do uso de cannabis[22][23]

Um histórico completo do uso de canabinoides pela pessoa é importante para estabelecer o diagnóstico correto. A CHS muitas vezes não é diagnosticada, às vezes por anos. Isso pode ser devido à relutância dos pacientes em revelar totalmente seu uso de cannabis aos profissionais de saúde, especialmente quando outra pessoa está acompanhando o paciente em uma consulta ou visita ao departamento de emergência. Identificar o diagnóstico correto economiza dinheiro para o sistema de saúde e reduz a morbidade associada à condição.
Um exame de urina pode ser útil para determinar objetivamente a presença de canabinoides no organismo de uma pessoa. Os metabólitos de canabinoides (especificamente o ácido 11-nor-Δ9-carboxílico) podem ser detectados na urina por cerca de 2 a 8 dias com uso de curto prazo e por 14 a 42 dias com uso crônico.
Outros exames diagnósticos comumente usados incluem exames de sangue laboratoriais (hemograma completo, glicemia, painel metabólico básico, enzimas pancreáticas e hepáticas), teste de gravidez, urinálise e exames de imagem (raios X e tomografia computadorizada). Esses exames são usados para descartar outras causas de dor abdominal, como gravidez, pancreatite, hepatite ou infecção.

### Diagnósticos diferenciais
Antes de diagnosticar e tratar uma presumível CHS, é necessário descartar condições médicas mais graves. Os diagnósticos diferenciais incluem, entre outros, a síndrome do vômito cíclico, perfuração ou obstrução intestinal, gastroparesia, colangite, pancreatite, nefrolitíase, colecistite, diverticulite, gravidez ectópica, doença inflamatória pélvica, ataque cardíaco, hepatite aguda, insuficiência adrenal e ruptura de aneurisma da aorta. No entanto, se exames laboratoriais e de imagem simples tiverem excluído condições mais graves, é razoável monitorar a piora do estado do paciente para evitar a aplicação desnecessária de procedimentos diagnósticos mais invasivos e potencialmente perigosos (por exemplo, cirurgia exploratória), Em geral, a CHS é mais frequentemente diagnosticada erroneamente como síndrome do vômito cíclico.

## Tratamento
Muitos medicamentos tradicionais para náuseas e vômitos são ineficazes. O tratamento é de apoio e se concentra na interrupção do uso de cannabis. A educação adequada do paciente inclui informar aos pacientes que seus sintomas se devem ao uso de cannabis/canabinoides e que a exposição a canabinoides no futuro provavelmente causará o retorno dos sintomas. Os farmacêuticos clínicos podem desempenhar um papel na administração dessa educação, bem como incentivar os pacientes a procurar a ajuda de profissionais de saúde mental. A abstinência de canabinoides continua sendo o único tratamento definitivo. A terapia cognitivo-comportamental e a terapia de aprimoramento motivacional são opções de tratamento ambulatorial baseadas em evidências para pacientes com transtorno por uso de cannabis.
O alívio sintomático é observado com a exposição à água quente (acima de 41°C), que é mediada pelo TRPV - o receptor de capsaicina. É importante avaliar a desidratação devido a vômitos e banhos quentes, pois pode levar à insuficiência renal aguda, que é facilmente tratada com fluidos intravenosos. Em caso de desidratação grave, pode ser necessária hospitalização. Com base no mecanismo do efeito, alguns médicos têm usado creme de capsaicina tópico aplicado na área periumbilical no tratamento da CHS aguda. O uso da capsaicina como tratamento de primeira linha para a CHS tem sido bem tolerado, embora as evidências de eficácia sejam limitadas. O uso de duchas de água quente no ambiente do departamento de emergência tem sido defendido em situações em que o creme de capsaicina tópica não está disponível, embora sejam necessárias as mesmas precauções para o uso de água quente (desidratação, queimaduras). Embora a relação entre a CHS e o alívio com água quente esteja amplamente documentada, essa não é a experiência de todos os indivíduos com essa condição.
O uso de antipsicóticos, como o haloperidol e a olanzapina, proporcionou alívio parcial dos sintomas em relatos de casos. As evidências do uso de benzodiazepínicos, como o lorazepam, mostraram resultados mistos.  Outros tratamentos medicamentosos que foram experimentados, com eficácia pouco clara, incluem antagonistas do receptor de neuroquinina-1, anti-histamínicos de primeira geração (por exemplo, difenidramina), antagonistas do receptor 5-HT3 (por exemplo, ondansetrona) e antidopaminérgicos não antipsicóticos (por exemplo, metoclopramida).
O acetaminofeno demonstrou algum benefício em relatos de casos para aliviar dores de cabeça associadas à CHS. Os opioides podem proporcionar algum alívio da dor abdominal, mas seu uso é desencorajado devido ao risco de agravamento de náuseas e vômitos.

## Epidemiologia
A proporção exata da população afetada por essa síndrome é difícil de concluir porque nem sempre houve critérios específicos para o diagnóstico, não há testes diagnósticos para confirmá-lo e o uso de cannabis pode não ser relatado com veracidade. Um estudo de 2015 que pesquisou pacientes de um departamento de emergência urbano descobriu que 32. 9% das pessoas que relataram uso de maconha por pelo menos 20 dias por mês preencheram os critérios para CHS. Usando esses dados, os autores estimaram que cerca de 2,75 milhões de americanos sofrem de CHS. No entanto, o autor e outros especialistas no assunto reconhecem que há limitações para essa estimativa e que a prevalência dessa doença não pode ser concluída no momento.
Nos Estados Unidos, uma análise dos dados da National Emergency Department Sample entre 2006 e 2013 constatou um aumento no número de atendentes de emergência com vômito que também tinham transtorno por uso de cannabis, para uma taxa de aproximadamente 13 por 100.000 atendentes. É possível que esse aumento, de cerca de 5+1⁄2 vezes, seja afetado pelo viés de amostragem, já que a conscientização inicial sobre a CHS levou a questionamentos e registros mais diligentes de quando esses atendentes de emergência também eram usuários de cannabis.
O número de pessoas afetadas não estava claro em 2015. A CHS foi relatada com mais frequência em pessoas que usam cannabis diariamente (47,9% das pessoas com CHS) e mais do que diariamente (23,7% das pessoas com CHS), em comparação com usuários que usam uma vez por semana (19,4% das pessoas com CHS) e usuários menos frequentes (2,4% das pessoas com CHS). Um aumento significativo na incidência da CHS (e outras visitas ao departamento de emergência relacionadas à cannabis) foi observado nos estados americanos que legalizaram a cannabis, com a incidência de vômitos cíclicos dobrando proeminentemente no estado americano do Colorado após a legalização. Como o uso da cannabis continua a ser legalizado em nível estadual, espera-se que a prevalência da CHS aumente nos EUA.
Em 2017, um programa francês de farmacovigilância para usuários de drogas havia recebido relatos de 29 casos de CHS. Na época, havia 113 casos descritos na literatura médica internacional. É provável que a incidência da CHS tenha sido substancialmente subnotificada. Uma aplicação retrospectiva dos critérios de Roma IV de 2016 aos casos registrados na literatura anterior sugeriu que o número de pessoas com CHS havia sido superestimado.

## Histórico
A hiperêmese por canabinoides foi relatada pela primeira vez em Adelaide Hills, no sul da Austrália, em 2004, por meio de uma análise de apenas 9 pacientes (originalmente 19, mas 10 desistiram do estudo) encaminhados para participar desse estudo com o objetivo de vincular a cannabis a uma síndrome de vômito devido à síndrome de vômito cíclico já diagnosticada nos pacientes e ao fato de eles usarem cannabis. A CHS não foi relatada em usuários de canabinoides sintéticos até 2013, apesar de o uso generalizado ter ocorrido já em 2009 e ter uma ação receptora de canabinoides significativamente maior do que o THC.
O nome “síndrome de hiperêmese por canabinoides” também foi cunhado nessa época. O relatório concentrou-se em nove pacientes que eram usuários crônicos de cannabis e que apresentavam vômitos cíclicos. Uma mulher do estudo relatou que os banhos quentes eram o único alívio para as náuseas, vômitos graves e dor de estômago, e relatou ter se queimado em um banho de água quente três vezes para tentar obter alívio.

## Sociedade e cultura
A CHS não é muito conhecida. Um médico do departamento de emergência em 2018 comentou que a condição não estava em seu “radar” nos cinco anos anteriores, embora a condição estivesse sendo diagnosticada com uma frequência maior. Muitas pessoas não sabem que a cannabis pode induzir sintomas de náusea e vômito, dado o fato de que a cannabis é usada para prevenir náusea e vômito.
O amálgama “scromiting” (scream + vomiting, em português gritar + vomitar) tem sido usado como um nome coloquial para a condição, embora não esteja claro o quão difundido é o uso do termo.